# Toi mon toit
Pistes de Bom bom
Flat Man
Toi mon toit est une chanson écrite, composée et interprétée par Elli Medeiros, sortie en single en 1986 puis sur son album Bom bom en 1987.
Un clip réalisé par Chantal Perrin sort également en 1986.

## Caractéristiques
Malgré le côté « grand public » de la mélodie, la rythmique est calée sur les rythmes typiquement uruguayens, le pays d'origine d'Elli Medeiros : le candombe, préfigurant aussi le courant World music à venir.
La chanson fait référence à des animaux : « les papillons, en l'air », « les fourmis, par terre ». La chanteuse explique : « Les papillons, les fourmis, chacun est à sa place, cela peut avoir un côté mystique. Cela veut dire qu'il faut se connaître, savoir qui l'on est pour trouver son chemin, être soi-même. »
Malgré les dénégations de la chanteuse, la chanson joue volontiers avec les codes de la séduction sexuelle : « Prends un petit poisson / Glisse-le entre mes jambes » et « Arrête. Arrête, arrête, arrête ! » (qui peut n'être aussi qu'une arête de poisson).
Le titre se classe au top 50 des meilleures ventes de disques pendant 18 semaines.

## Crédits
- Basse : Jannick Top
- Batas et conga : Negrito Trasante
- Batterie : Pierre-Alain Dahan
- Cabasa, talking drum et tom basse : Jean-Pierre Coco
- Clavinet, guitare et koto : Ramuntcho Matta
- Saxophone : Cacau
- Trompette : Guillermo Fellove
- Voix, synthétiseurs, grelots, xylophone, miqueles[réf. nécessaire], clochettes, sifflet à piston et cornet : Elli Medeiros
- Arrangements et réalisation : Elli Medeiros  et Ramuntcho Matta

## Reprises
La chanson est reprise en 2000 pour une publicité de la marque de vêtements pour enfants Petit Bateau.
Philippe Katerine et le groupe Francis et ses peintres reprennent le titre sur l'album 52 reprises dans l'espace sorti en 2011.

## Liens
- Ressource relative à la musique :   - MusicBrainz (œuvres)